# Pilea bracteosa
Pilea bracteosa är en nässelväxtart som beskrevs av Hugh Algernon Weddell. Pilea bracteosa ingår i släktet pileor, och familjen nässelväxter. Inga underarter finns listade i Catalogue of Life.